# Чече (Трбовље)
Чече (словен. Čeče) је насељено место у општини Трбовље, Засавска регија, Словенија. Они су део насеља Чече које је административним границама подељено на два насеља: Чече (Храстник) и Чече (Трбовље).

## Историја
До територијалне реорганизације у Словенији био је у саставу старе општине Трбовље.

## Становништво
У попису становништва из 2011. године, Чече је имао 176 становника.
| Број становника према пописима | Број становника према пописима | Број становника према пописима |
| ------------------------------ | ------------------------------ | ------------------------------ |
| 1991                           | 2002                           | 2011                           |
| 185                            | 175                            | 176                            |

Напомена: До 1955. исказивано под именом Света Катарина.